# کلیتزیا

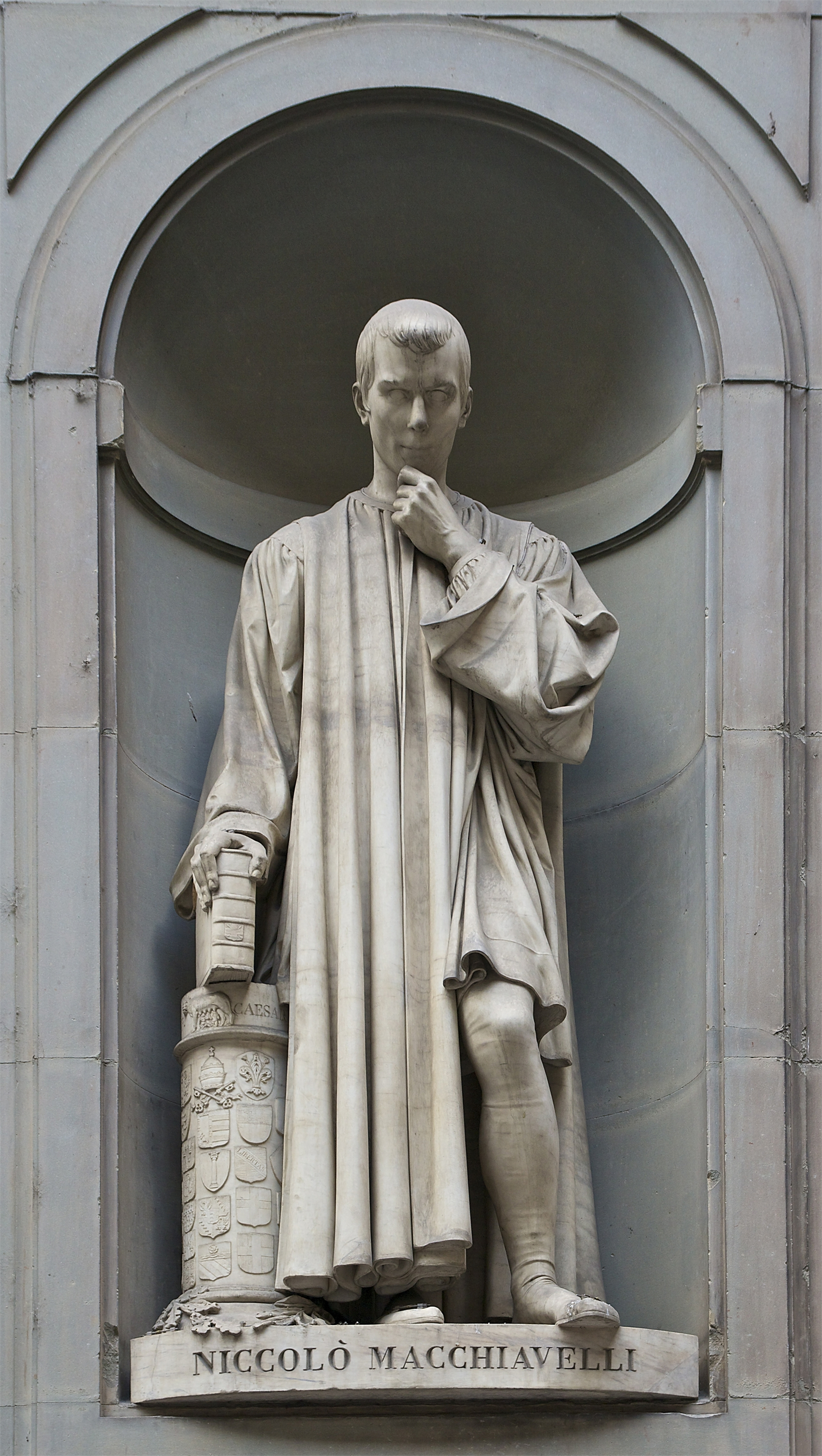
نیکولو ماکیاولی

کلیتزیا (به ایتالیایی: Clizia) نمایشنامه‌ای کمدی از اندیشمند ایتالیایی نیکولو ماکیاولی است که در سال ۱۵۲۵ نگاشته شده است.
این اثر بر مبنای یکی از آثار پلوتس است.